# Montchaton
Montchaton est une ancienne commune française du département de la Manche et de la région Normandie, peuplée de 301 habitants, devenue le 1er janvier 2016 une commune déléguée au sein de la commune nouvelle d'Orval sur Sienne.

## Géographie
| Estuaire de la Sienne (mer de la Manche), Regnéville-sur-Mer | Orval      | Orval     |
| Montmartin-sur-Mer                                           | Montchaton | Orval     |
| Montmartin-sur-Mer                                           | Hyenville  | Hyenville |

## Toponymie
Le nom de la localité est attesté sous les formes Montem Catonum en 1080, Montcatun en 1162, Montchaton en 1222, Mons Cathon en 1233, de Monte Catonis en 1294.
Le gentilé est Montchatonnais.

## Histoire

### Préhistoire
On a retrouvé entre Orval et Montmartin-sur-Mer des fragments d'os, de dents et divers ossements de mammouths, de chevaux, de bisons et de cerfs : vraisemblablement des restes de chasseurs nomades…).
Profitant d'un lieu particulièrement propice, les premiers hommes se sont très vite installés et on construit une station néolithique (mont en diorite quartzique en forme d'éperon) sur les hauteurs de Montchaton (55 mètres), qui comprenait :
- trois côtés abrupts (à pic au nord, une pente très abrupte vers l'ouest et une vallée à l'est) ;
- un confluent formant une profonde dépression (la Sienne et la Soulles) ;
- un rempart (seul point faible de ce camp).

Ces caractéristiques font partie de la typologie générale des camps néolithiques.
Au siècle dernier, ont été mis au jour des pointes de flèches et des tessons de poterie ferrugineuse datés du néolithique et trouvés au pied du lit du lieu-dit Camp de César, ainsi que des armes (une hache de silex et une hache polie en diorite de 17 cm de long sur 5 cm de large, trouvées dans la Sienne vers 1875).
Vers l'an 1000 av. J.-C., Montchaton était un village néolithique fortifié servant de refuges aux gens, aux biens et aux bétails. Il fut tout d'abord occupé par les Ligures qui durent accepter peu à peu la suprématie des Celtes, venus du Nord-Est de l'Europe occidentale, vers 650 av. J.-C. D'après une vue aérienne prise en 1972, à l'extrémité est du plateau, on peut apercevoir des traces géométriques : l'une rectangulaire, l'autre circulaire (enclos ou habitation). En 1879 des haches et coins, des vases et des armes et surtout une ciste en bronze, furent découverts sur le site du château de la Roque, pouvant laisser supposer que la population devait être très certainement très dense.
Les récentes découvertes archéologiques (fossés, nécropole et enclos) de 2006, sur Orval et Bricqueville-la-Blouette, confirment bien l'existence de fortes colonies gauloises dans la région, tout particulièrement entre le pont de la Roque et Coutances (Cosedia) et leurs liens avérés avec le bassin méditerranéen, grâce à la découverte d'un bracelet en verre bleu, datant du IIIe siècle av. J.-C. (les techniques du verre, étant plutôt connues dans les régions méridionales).

### Protohistoire, antiquité
Montchaton, oppidum celte, deviendra un camp romain surveillant la baie de Sienne et la voie Alauna-Condate (Valognes-Rennes)

### Moyen Âge
Le château de la Roque, bâti à l'emplacement du retranchement antique, possession de la famille de La-Haye-du-Puits sera pris vers 1141 par le duc d'Anjou Geoffroy Plantagenêt en compétition pour la succession d'Henri Ier Beauclerc, lors de l'anarchie anglaise. Les La Haye avaient pris le parti d'Étienne de Blois.
Passé par héritage à Guillaume de Saint-Jean, second fondateur de l'abbaye de La Lucerne à laquelle il donna de grands biens sur Montchaton et Tourville-sur-Sienne, celui-ci prit en 1204, lors de l'annexion du duché de Normandie par Philippe Auguste, le parti de Jean sans Terre et la seigneurie fut confisquée par les représentants du roi de France, divisée et transformée. Le château est alors définitivement abandonné.
Il s'en suivit la constitution de deux nouveaux fiefs : le premier au pied de la Roque, connu sous l'appellatif de « fief Corbel » puis au XVe siècle de « Bavent », le second dit de « Montchaton » dès 1162.
Conservées dans le domaine royal, l'église et la paroisse passèrent dans le comté de Mortain, puis le roi Philippe III le Hardi confia le fief à titre de fiefferme à Gaultier du Bosc. N'ayant pas réglé les redevances, le roi refieffa, en décembre 1284, le domaine au chevalier Raoul de Breuilly, bailli du Pays de Caux.
Les Breuilly reconstruisirent une nouvelle forteresse au lieu-dit le Manoir, sur le bas de Montchaton, qui fut incendié en 1345, puis 1346, lors de la guerre de Cent Ans. La forteresse fut démolie entre 1360 et 1378, sur ordre du roi Charles V le Sage, à la demande des gens du pays afin d'empêcher les Anglais d'y loger et ses matériaux servirent à renforcer celui de Regnéville.

### Temps modernes
Après la guerre de Cent Ans, se succédèrent les familles de Guéhébert, de Mussy et du Saussey qui résidèrent peu à Montchaton. En 1606, Jacques du Saussey, protestant, seigneur de Reux et de Montchaton, ruiné, vit ses biens saisi. L'ancien manoir, dont il subsistait quelques bâtiments anciens dont la chapelle Saint-Gilles et un pigeonnier, est acquis par le créancier, Guillaume Michel, sieur de Belouze (le Lorey), originaire dudit lieu, devenu magistrat à Rouen, général en la cour des aides de Normandie. Celui-ci construit, après 1626, un nouveau manoir près du nouveau pont, qui sera habité jusqu'à la Révolution par ses descendants, puis héritiers, les familles Le Carpentier et Desmaretz de Montchaton. En 1683, c'est Alexandre Le Carpentier, écuyer qui rend aveu du fief de Montchaton.

### Révolution française et Empire
Thomas Louis Antoine Desmaretz (1748-1809), seigneur de Montchaton, présidera en mars 1789 l'Assemblée générale des trois ordres dans la cathédrale de Coutances. Il sera président du district de Coutances en 1790 et conseiller général en 1800

## Politique et administration
| Période                                  | Période   | Identité         | Étiquette | Qualité                       |
| ---------------------------------------- | --------- | ---------------- | --------- | ----------------------------- |
| juin 1995                                | mars 2008 | Philippe Gautier | SE        | Agriculteur                   |
| mars 2008                                | En cours  | Gérard Paisnel   | SE        | Directeur commercial retraité |
| Les données manquantes sont à compléter. |           |                  |           |                               |

Le conseil municipal était composé de onze membres dont le maire et deux adjoints.

## Élections
Pour la présidentielle de 2007, on dénombre 268 inscrits, 27 abstentions (10,07 %) au premier tour et 37 (13,81 %) au second. Le premier tour a donné 3 bulletins blancs ou nuls (1,24 % des 241 bulletins); les résultats des 238 votes exprimés (98,76 %) est le suivant : Nicolas Sarkozy : 61 (25,63 %) ; François Bayrou : 56 (23,53 %) ; Ségolène Royal: 50 (21,01 %) ; Jean-Marie Le Pen : 20 (8,40 %) ; Frédéric Nihous : 18 (7,56 %) ; Olivier Besancenot : 13 (5,46 %) ; Philippe de Villiers : 8 (3,36 %) ; Dominique Voynet : 4 (1,68 %) ; Marie-George Buffet : 3 (1,26 %) ; José Bové : 3 (1,26 %) ;Arlette Laguiller : 1 (0,42 %) ; Gérard Schivardi : 1 (0,42 %). Le second tour a donné 11 bulletins blancs ou nuls, soit 4,76 % des 231 bulletins.
Pour la législative de 2007, on dénombre 267 inscrits, 93 abstentions (34,83 %) au premier tour et 111 (41,57 %) au second. Le premier tour a donné 2 bulletins blancs ou nuls (1,15 % des 174 bulletins) ; les résultats des 172 votes exprimés (98,85 %) est le suivant : Alain Cousin : 84 (48,84 %) ; Danièle Jourdain-Menninger : 33 (19,19 %) ; Guy Nicolle : 15 (8,72 %) ; Patricia Montigny : 11 (6,40 %) ; Christiane Durchon : 11 (6,40 %) ; Alain Davry : 6 (3,49 %) ; Daniel Roquet : 3 (1,74 %) ; Éric Verdier : 3 (1,74 %) ; Jean-Luc Michel : 2 (1,16 %) ; Simone Caillot : 2 (1,16 %) ; Jean-Marc Denier : 1 (0,58 %) ; Anne-Marie Legoube : 1 (0,58 %) ; Éric Grosos : 0 (0,00 %) ; Amal Aïssaoui : 0 (0,00 %). Le second tour a donné un bulletin blanc ou nul (0,64 % des 156 bulletins).

## Démographie
L'évolution du nombre d'habitants est connue à travers les recensements de la population effectués dans la commune depuis 1793. À partir du 1er janvier 2009, les populations légales des communes sont publiées annuellement dans le cadre d'un recensement qui repose désormais sur une collecte d'information annuelle, concernant successivement tous les territoires communaux au cours d'une période de cinq ans. 
Pour les communes de moins de 10 000 habitants, une enquête de recensement portant sur toute la population est réalisée tous les cinq ans, les populations légales des années intermédiaires étant quant à elles estimées par interpolation ou extrapolation. Pour la commune, le premier recensement exhaustif entrant dans le cadre du nouveau dispositif a été réalisé en 2004,.
En 2021, la commune comptait 301 habitants, en évolution de −4,44 % par rapport à 2015 (Manche : +0,44 %, France hors Mayotte : +2,49 %).
| 1793 | 1800 | 1806 | 1821 | 1831 | 1836 | 1841 | 1846 | 1851 |
| ---- | ---- | ---- | ---- | ---- | ---- | ---- | ---- | ---- |
| 874  | 831  | 853  | 934  | 816  | 762  | 705  | 740  | 740  |

| 1856 | 1861 | 1866 | 1872 | 1876 | 1881 | 1886 | 1891 | 1896 |
| ---- | ---- | ---- | ---- | ---- | ---- | ---- | ---- | ---- |
| 732  | 700  | 690  | 686  | 628  | 606  | 600  | 584  | 551  |

| 1901 | 1906 | 1911 | 1921 | 1926 | 1931 | 1936 | 1946 | 1954 |
| ---- | ---- | ---- | ---- | ---- | ---- | ---- | ---- | ---- |
| 510  | 504  | 414  | 369  | 361  | 371  | 342  | 350  | 354  |

| 1962 | 1968 | 1975 | 1982 | 1990 | 1999 | 2004 | 2009 | 2014 |
| ---- | ---- | ---- | ---- | ---- | ---- | ---- | ---- | ---- |
| 322  | 330  | 280  | 289  | 312  | 334  | 354  | 337  | 319  |

| 2018 | - | - | - | - | - | - | - | - |
| ---- | - | - | - | - | - | - | - | - |
| 300  | - | - | - | - | - | - | - | - |

## Culture locale et patrimoine

### Lieux et monuments

#### L'église

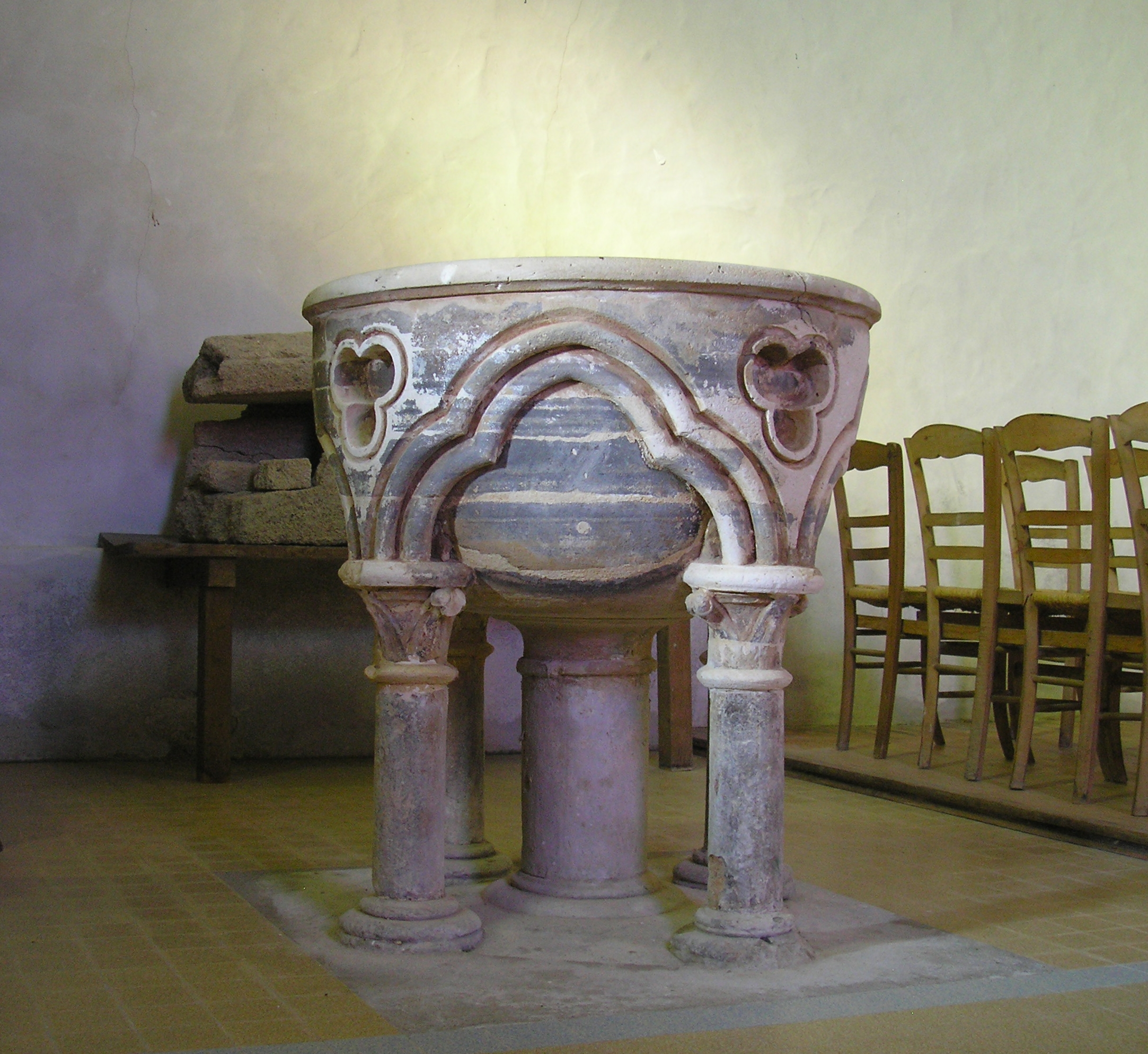
Les fonts baptismaux.

L'église Saint-Georges (Sancti Georgii de Roca vers 1080) des XIe et XVe siècles est inscrite au titre des monuments historiques par arrêté du 24 mars 1975. Elle dépendait de l'abbaye de Lessay. La nef est romane et le clocher XVe comporte des embrasures de tir.
Elle abrite des fonts baptismaux du XIIIe et un haut-relief polychrome du XVe saint Georges terrassant le dragon classés au titre objet.
L'église a dû subir de nombreux travaux. Entre 1869 et 1872, on entreprit la réfection partielle des toitures de la nef et du chœur ; entre 1889 et 1892, ont reconstruisit la côtière sud de la nef qui menaçait de s'effondrer ; en 1894 et 1895, on restaura la sacristie après son incendie ; en 1898, la cloche fut refondue à Villedieu-les-Poêles, marché passé avec Viel-Tétrel ; en 1951, on reconstruisit la voûte et la toiture de la nef, détruite en juillet 1944. En 1992, on bénit une nouvelle cloche, puis en 1998, les nouveaux vitraux. Tous les vitraux de l'après-guerre furent remplacés progressivement depuis les années 1980, dégradés en partie par les intempéries et la corrosion.
En 1977, sont remis au jour deux sarcophages qui, d'après certains écrits, auraient déjà été découverts en 1872. Ces sarcophages en calcaire coquillier, de forme trapézoïdale, étaient situés au nord de l'église, parallèlement l'un à l'autre. À part des ossements en surnombre, on a surtout trouvé dans l'un des sarcophages une fibule ansée symétrique en bronze, datant vraisemblablement de la fin du VIIe siècle. Ce qui rend plausible l'hypothèse d'un village mérovingien sur le mont où se situe actuellement l'église. Malheureusement, l'un des sarcophages, resté dehors à l'air libre, s'est littéralement désagrégé.

#### Autres lieux et monuments
- Oppidum, ancien site fortifié de hauteur dont l'appellation anachronique de « mont de César » laisse suggérée une réoccupation militaire romaine du site[18].
- Traces enfouies d'un château détruit en 1141 au lieu-dit Sangle du Castel[5]. Le château construit à l'emplacement d'un établissement romain est rasé à la fin du XIVe siècle[19].
- Traces de pans de murs de l'ancienne forteresse démolie en 1360 au Vieux-Manoir, chapelle du XIIIe siècle et pigeonnier du XVe siècle[5].
- Manoir du Pont-Neuf des XVIIe – XVIIIe siècles, avec le blason sculpté des Desmarestz. Un des bâtiments des dépendances servait à sécher des filets de pêche.
- Ancien pont de la Roque dont il subsiste huit arches sur les onze d'origine. Il enjambait la Sienne, à la limite avec Orval au nord du territoire. Datant de 1852, il est en partie détruit en 1944, par la RAF afin d'empêcher le repli allemand[6].
- Pont moderne (1970) qui a lui-même remplacé le pont Bailey de 1944.
- La Cour de la Mare des XVIe – XVIIe siècles.
- La Besnardière du XVIIe siècle.
- Courraye du XVIIe siècle.
- Ferme d'Argouges du XVIe siècle.
- Plusieurs vieux puits en pierre.
- If funéraire du cimetière.
- Jardin remarquable le Toucan fleuri (1 600 m2).

### Personnalités liées à la commune
- Antoine Garaby de La Luzerne (Montchaton, 1617 - L'Isle-Marie, 1679), moraliste, poète, seigneur de La Luzerne, du Ronceray (Les Moitiers-en-Bauptois) et d'Étienville, chevalier de Saint-Michel.

### Héraldique
| Armes de Montchaton | Les armes de la commune de Montchaton se blasonnent ainsi : Taillé : au premier de sinople au saumon contourné bondissant d'argent, au second de sable au casque romain d'argent crêté de gueules taré de demi-profil ; le tout sommé d'un chef de gueules chargé d'une croisette ancrée d'argent. |